# Azay-sur-Cher
Azay-sur-Cher è un comune francese di 3 062 abitanti situato nel dipartimento dell'Indre e Loira nella regione del Centro-Valle della Loira.

## Società

### Evoluzione demografica
Abitanti censiti